# Peloribates glaber
Peloribates glaber är en kvalsterart som beskrevs av Mihelcic 1956. Peloribates glaber ingår i släktet Peloribates och familjen Haplozetidae. Inga underarter finns listade i Catalogue of Life.